# Inongo
Inongo is een stad in de Democratische Republiek Congo gelegen aan de oevers van het Mai-Ndombemeer en is de hoofdplaats van de provincie Mai-Ndombe.
Inongo telt naar schatting 48.700 inwoners.

## Geografie
De plaats ligt op de oostelijke oever van het Mai-Ndombemeer, aan de weg nr. RS204, hemelsbreed bijna 500 kilometer ten noordoosten van de hoofdstad Kinshasa.

## Geschiedenis
Tot 2015 was Inongo gelegen in de provincie Bandundu. Het is de belangrijkste stad aan het Mai-Ndombemeer, vroeger Leopoldmeer geheten, dat een lengte heeft van circa 90 km en een breedte van 10 tot 12 km. De omgeving van Inongo is in Congo-Kinshasa een van de belangrijkste streken van de teelt van rubber en van kopal, wat al het geval was in de tijd van de Onafhankelijke Congostaat (Belgisch Congo). In de koloniale tijd behoorde het tot het Kroondomein, privébezit van koning Leopold II van België. Alphonse Jacques, beter bekend onder de naam generaal Jules Jacques de Dixmude heeft de winning van rubber in het gebied tussen 1895 en 1898 energiek opgezet.

## Bevolking

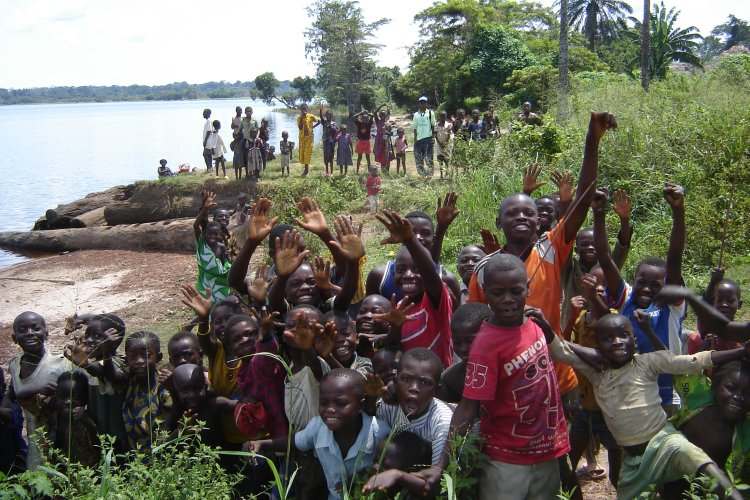
Kinderen aan het meer

In de stad wonen verschillende bevolkingsgroepen als de Ntomba, Bolia, Basengele, Batwa en Ekonda. In de stad zijn een aantal overheidsdiensten gevestigd, zodat circa 20% van de inwoners een overheidsbaan heeft.
De laatste volkstelling vond plaats in 1984, de toename van de bevolking wordt geschat op 2,56% per jaar.
Het aantal inwoners bedroeg in 1984 21.596; in 2004 naar schatting 39.770 en in 2012 naar schatting 48.690 personen.

Sankuru · Bas-Uele · Kongo Central · Kwango · Kwilu · Mai-Ndombe · Kinshasa · Kasaï · Lulua · Kasaï oriental · Lomami · Maniema · Zuid-Kivu · Noord-Kivu · Ituri · Haut-Uele · Tshopo · Noord-Ubangi · Mongala · Zuid-Ubangi · Evenaarsprovincie · Tshuapa · Tanganyika · Haut-Lomami · Lualaba · Haut-Katanga